# Épiais-Rhus
Épiais-Rhus är en kommun i departementet Val-d'Oise i regionen Île-de-France i norra Frankrike. Kommunen ligger i kantonen Marines som tillhör arrondissementet Pontoise. År 2022 hade Épiais-Rhus 607 invånare.

## Befolkningsutveckling
Antalet invånare i kommunen Épiais-Rhus
| Referens: INSEE |